# 민준현
민준현(본명 : 편승준, 1975년 8월 15일 ~ )은 대한민국의 배우이다.

## 출연 작품

### 드라마 & 시트콤
- 《태조왕건》 (KBS1, 2000년)
- 《야인시대》 (SBS, 2002년) - 박정희 역
- 《왕꽃 선녀님》 (MBC, 2004년) - 문희강의 비서 역
- 《풀하우스》 - 커플남 역
- 《부활》 (KBS2, 2005년) - J&C그룹 직원 역
- 《연개소문》 (SBS, 2006년)
- 《서울1945》 (KBS1, 2006년)
- 《강이 되어 만나리》 (KBS2, 2006년)
- 《외과의사 봉달희》 (SBS, 2007년) - 환자의 남편 역
- 《마왕》 (KBS2, 2007년) - 반창호를 인터뷰 하는 기자 역
- 《커피프린스 1호점》 (MBC, 2007년) - 공장 직원 역
- 《별순검 시즌1》 (MBC Every1, 2007년)
- 《산 너머 남촌에는》 (KBS1, 2007년) - 맞선남 역
- 《태왕 사신기》 (MBC, 2007년)
- 《이산》 (MBC, 2007년)
- 《대왕세종》 (KBS, 2008년) - 관원 역
- 《큰 언니》 (KBS1, 2008년) - 남자 2 역
- 《내 인생의 황금기》 (MBC, 2008년) - 의사 역
- 《바람의 나라》 (KBS2, 2008년) - 부여군관 역
- 《바람의 화원》 (SBS, 2008년) - 내관 역
- 《온에어》 (SBS, 2008년) - 장기준의 친구 역
- 《그분이 오신다》 (MBC, 2008년) - 셀러리맨 역
- 《가문의 영광》 (SBS, 2008년) - 직원 역
- 《아내와 여자》 (KBS2, 2008년) - 컴퓨터수리공 역
- 《아내의 유혹》 (SBS, 2008년) - 약국약사 역
- 《사랑해, 울지마》 (MBC, 2008년) - DVD대여점 주인 역
- 《떼루아》 (SBS, 2008년) - 조이박 선배 역
- 《하얀 거짓말》 (MBC, 2008년) - 의사 역
- 《식객》 (SBS, 2008년)
- 《스타의 연인》 (SBS, 2008년) - 연예부 기자 역
- 《집으로 가는 길》 (KBS1, 2008년) - 의사 역
- 《카인과 아벨》 (SBS, 2009년) - 택시기사 역
- 《내조의 여왕》 (MBC, 2009년) - 온달수 동료 역
- 《태희 혜교 지현이》 (MBC, 2009년) - 기자 역
- 《남자 이야기》 (KBS2, 2009년) - 병원 관계자 역
- 《장화, 홍련》 (KBS2, 2009년) - 순경 역
- 《찬란한 유산》 (SBS, 2009년) - 클럽의 웨이터 역
- 《시티홀》 (SBS, 2009년) - 이직필 기자 역
- 《두 아내》 (SBS, 2009년)
- 《선덕여왕》 (MBC, 2009년)
- 《인연 만들기》 (MBC, 2009년)
- 《제중원》 (SBS, 2010년)
- 《민들레 가족》 (MBC, 2010년)
- 《산부인과》 (SBS, 2010년) - 마트 직원 역
- 《당돌한 여자》 (SBS, 2010년)
- 《동이》 (MBC, 2010년)
- 《검사 프린세스》 (SBS, 2010년) - PC통신 가게 직원 역
- 《세 자매》 (SBS, 2010년)
- 《자이언트》 (SBS, 2010년)
- 《제빵왕 김탁구》 (KBS2, 2010년)
- 《글로리아》 (MBC, 2010년)
- 《나는 전설이다》 (SBS, 2010년)
- 《주홍글씨》 (MBC, 2010년) - 기자 역
- 《내 여자친구는 구미호》 (SBS, 2010년)
- 《성균관 스캔들》 (KBS2, 2010년)
- 《별순검 3|별순검 시즌3》 (MBC Every1, 2010년)
- 《대물》 (SBS, 2010년) - 카메라 기자 역
- 《웃어라 동해야》 (KBS1, 2010년) - 스카웃제의 남자 역
- 《역전의 여왕》 (MBC, 2010년)
- 《웃어요, 엄마》 (SBS, 2010년) - 프렌차이츠업체직원 역
- 《시크릿 가든》 (SBS, 2010년) - 흡연남 역
- 《프레지던트》 (KBS2, 2010년) - 장기자 역
- 《반짝반짝 빛나는》 (MBC, 2011년) - 구급대원 역
- 《마이 프린세스》 (MBC, 2011년) - 기자 역
- 《레알스쿨》 (MBC Every1, 2011년)
- 《신기생뎐》 (SBS, 2011년) - 지배인 역
- 《짝패》 (MBC, 2011년)
- 《로열 패밀리》 (MBC, 2011년) - 참모 역
- 《내게 거짓말을 해봐》 (SBS, 2011년) - 기준기사 역
- 《당신이 잠든 사이》 (SBS, 2011년) - 채대필 수행비서 역
- 《우리집 여자들》 (KBS1, 2011년) - 김 기사 역
- 《미스 리플리》 (MBC, 2011년) - 한 실장 역
- 《미쓰 아줌마》 (SBS, 2011년) - 경세 친구 역
- 《신의 퀴즈 2》 (OCN, 2011년) - 박 검사 역
- 《로맨스가 필요해》 (tvN, 2011년) - 호텔 면접관 역
- 《애정만만세》 (MBC, 2011년~2012년) - 법원 직원 역
- 《보스를 지켜라》 (SBS, 2011년) - DN그룹 직원 역
- 《뱀파이어 검사》 (OCN, 2011년)
- 《위험한 여자》 (MBC, 2011년) - 칠용 역
- 《내 딸 꽃님이》 (SBS, 2011년~2012년) - 건물주 역
- 《신들의 만찬》 (MBC, 2012년) - 기자 1 역
- 《옥탑방 왕세자》 (SBS, 2012년) - 용태용네 운전기사 역
- 《인현왕후의 남자》 (tvN, 2012년) - 응급실 의사 역
- 《신사의 품격》 (SBS, 2012년) - 헬스장에서 운동하는 남자 역
- 《추적자 THE CHASER》 (SBS, 2012년) - 기자 역
- 《골든타임》 (MBC, 2012년)
- 《신드롬》 (JTBC, 2012년) - 기자 3 역
- 《각시탈》 (KBS2, 2012년) - 박 사장 역
- 《유령》 (SBS, 2012년) - 세강증권 보안팀장 역
- 《유리가면》 (tvN, 2012년) - 서울지방국세청 조사관 역
- 《보고싶다》 (MBC, 2012년~2013년) - 형사 역
- 《학교 2013》 (KBS2, 2012년~2013년) - 경찰 역
- 《백년의 유산》 (MBC, 2013년) - 방회장 기사 역
- 《스캔들: 매우 충격적이고 부도덕한 사건》 (MBC, 2013년)
- 《미친 사랑》 (tvN, 2013년)
- 《응답하라 1994》 (tvN, 2013년) - 삼천포가 근무하는 직장 상사 역
- 《왕가네 식구들》 (KBS2, 2013년) - 허세달 친구 역
- 《제왕의 딸 수백향》 (MBC, 2013년~2014년) - 억출 역
- 《메디컬 탑팀》 (MBC, 2013년) - 세형그룹 비서실장 역
- 《별에서 온 그대》 (SBS, 2013년~2014년) - 기자 역
- 《앙큼한 돌싱녀》 (MBC, 2014년) - 국여진의 비서 역
- 《12년만의 재회: 달래 된, 장국》 (JTBC, 2014년) - 경찰 역
- 《왔다! 장보리》 (MBC, 2014년) - 형사 역
- 《모두 다 김치》 (MBC, 2014년) - 동료 변호사 역
- 《너희들은 포위됐다》 (SBS, 2014년) - 꽃뱀녀를 교육하는 남자 역
- 《사랑만 할래》 (SBS, 2014년)
- 《트로트의 연인》 (KBS2, 2014년) - 김 PD 역
- 《조선 총잡이》 (KBS2, 2014년) - 의원 역
- 《운명처럼 널 사랑해》 (MBC, 2014년) - 에이전시 직원 역
- 《삼총사》 (tvN, 2014년) - 역관 역
- 《고양이는 있다》 (KBS1, 2014년) - 권 계장 역
- 《비밀의 문》 (SBS, 2014년) - 정창의 역
- 《최고의 결혼》 (TV조선, 2014년)
- 《전설의 마녀》 (MBC, 2014년~2015년) - 신화그룹 직원 역
- 《달콤한 비밀》 (KBS2, 2014년~2015년)
- 《하이드 지킬, 나》 (SBS, 2015년) - 기자 역
- 《당신만이 내사랑》 (KBS2, 2015년) - 변호사 역
- 《달려라 장미》 (SBS, 2015년)
- 《화정》 (MBC, 2015년)
- 《냄새를 보는 소녀》 (SBS, 2015년) - 여자화장실 바바리맨 역
- 《가족을 지켜라》 (KBS1, 2015년) - 김차장 역
- 《어셈블리》 (KBS2, 2015년)
- 《우리집 꿀단지》 (KBS1, 2015년)
- 《다 잘될 거야》 (KBS2, 2015년)
- 《내 딸, 금사월》 (MBC, 2015년) - 민 대표 역
- 《최고의 연인》 (MBC, 2015년) - 김 비서 역
- 《장영실》 (KBS1, 2016년) - 전배천 역
- 《응답하라 1988》 (tvN, 2016년) - 성보라와 성선우의 결혼식 사진사 역
- 《부탁해요, 엄마》 (KBS2, 2016년)
- 《뱀파이어 탐정》 (OCN, 2016년) - 남자무당 역
- 《딴따라》 (SBS, 2016년)
- 《동네변호사 조들호》 (KBS2, 2016년) - 부장검사 역
- 《당신은 선물》 (SBS, 2016년)
- 《옥중화》 (MBC, 2016년)
- 《황금주머니》 (MBC, 2016년) - 최 실장 역
- 《불야성》 (MBC, 2016년)
- 《여자의 비밀》 (KBS2, 2016년)
- 《최고의 한방》 (KBS2, 2017년) - 매장 매니저 역
- 《언니는 살아있다》 (SBS, 2016년) - 고기사 역
- 《돌아온 복단지》 (MBC, 2017년)
- 《그 여자의 바다》 (KBS2, 2017년)
- 《꽃 피어라 달순아!》 (KBS2, 2017년)
- 《내 남자의 비밀》 (KBS2, 2017년) 형사역
- 《해피시스터즈》 (SBS, 2017년)
- 《이판사판》 (SBS, 2017년)
- 《미워도 사랑해》 (KBS1, 2017년)
- 《드라마 스테이지 - 우리 집은 맛나 된장 맛나》 (tvN, 2018년) 연예부 PD 역
- 《하나뿐인 내편》 (KBS2, 2018년) - 교도관 역
- 《내 아이디는 강남미인》 (JTBC, 2018년)
- 《플레이어》 (OCN, 2018년) - 심달수 역
- 《내일도 맑음》 (KBS1, 2018년) - 형사 역
- 《신의 퀴즈: 리부트》 (OCN, 2018년) - 의사 역
- 《나쁜 형사》 (MBC, 2019년) - 감찰계장 역
- 《비켜라 운명아》 (KBS1, 2018년) - 이사회 사회자 역
- 《으라차차 와이키키 2》 (JTBC, 2019년) -자동차점장 역
- 《우아한 모녀》 (KBS2,2019년) - 나형사 역
- 《기막힌 유산》 (KBS1, 2020년) - 윤 팀장 역
- 《KBS 드라마 스페셜 - 고백하지 않는 이유》 (KBS2, 2020년)
- 《다크홀》 (OCN, 2021년) - 차 팀장 역
- 《태종 이방원》 (KBS1, 2022년)
- 《비밀의 집》(mbc,2022년) -김 전무 역
- 《효심이네각자도생》(KBS2,2023)-박준성차장검사역

### 영화
- 《가문의 부활》 (2006년) - 사진기자 역
- 《바다 위의 피아노》 (2010년) - 콩쿠르 진행자 역
- 《열혈형사》 (2020년) - 오 과장 역
- 《간이역》 (2021년) - 준현 역
- 《브라더》 (2021년) - 광수대 경찰 역
- 《나는 여기에 있다》 (2023년) - 치안센터 경찰 역